# Beaumont-les-Nonains

Beaumont-les-Nonains este o comună în departamentul Oise, Franța. În 1 ianuarie 2022 avea o populație de 337 de locuitori.